# 海角櫻草屬
海角櫻草属（学名：Streptocarpus），又名菫蘭属或旋果苣苔属，為苦苣苔科下的雙子葉開花植物。其原生於非洲中部、東部、與南部的山區，亦分佈於馬達加斯加與葛摩群島。此屬共有176種並分為兩個亞屬Streptocarpus與Streptocarpella，其成員包含園藝常見的非洲堇、菫蘭等。在其原生地非洲，這些植物通常生長在有陰影遮蔽的山坡或石壁上。而作為一種常見園藝植物，現在已有許多園藝雜交種的出現。
在型态特徵上，此属植物的花均为五瓣，花冠為高腳碟狀，近似兰花的型态自花序垂挂而下。而其名海角樱草又显示着植物的叶部型态与报春花科的樱草相似（英文俗名：Cape Primrose 即 好望角报春花）。此属原被定义的分类特徵为「具有螺旋型果荚」（属名源自拉丁文strepto = 旋型，carpus = 果实），但后来发现此特徵广泛分佈于其他旧世界的苦苣苔科物种上。
DNA分子親緣關係研究显示，虽然不具有螺旋型的果荚，但园艺植物非洲堇可能演化自坦尚尼亚的Streptocarpella亚属，而主張將非洲堇屬降級為Streptocarpella亞屬的一個組──非洲堇組（sect. Saintpaulia）。

## 名称

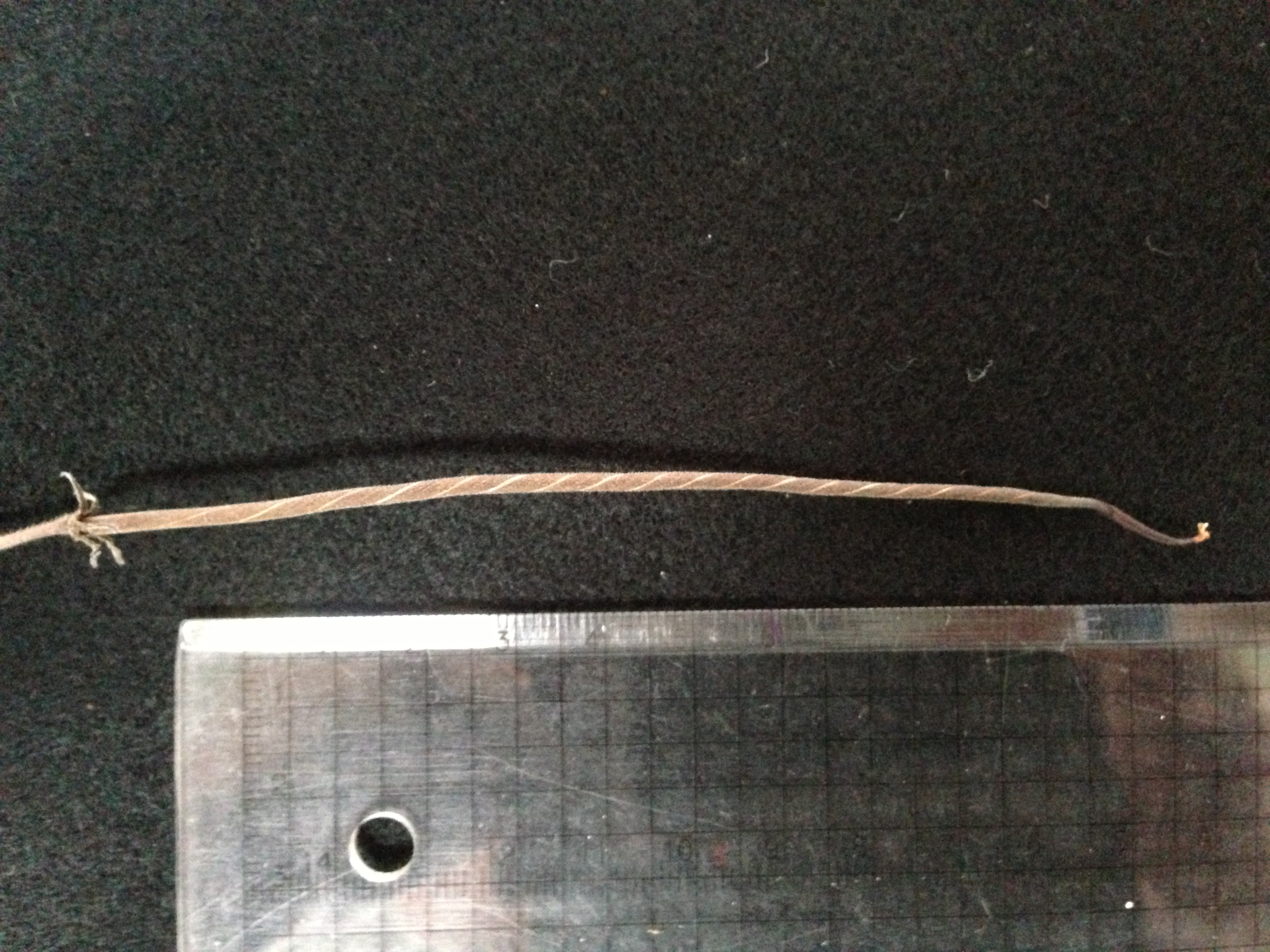
堇蘭（Streptocarpus rexii）的果莢，可看到果莢上螺旋狀的紋路

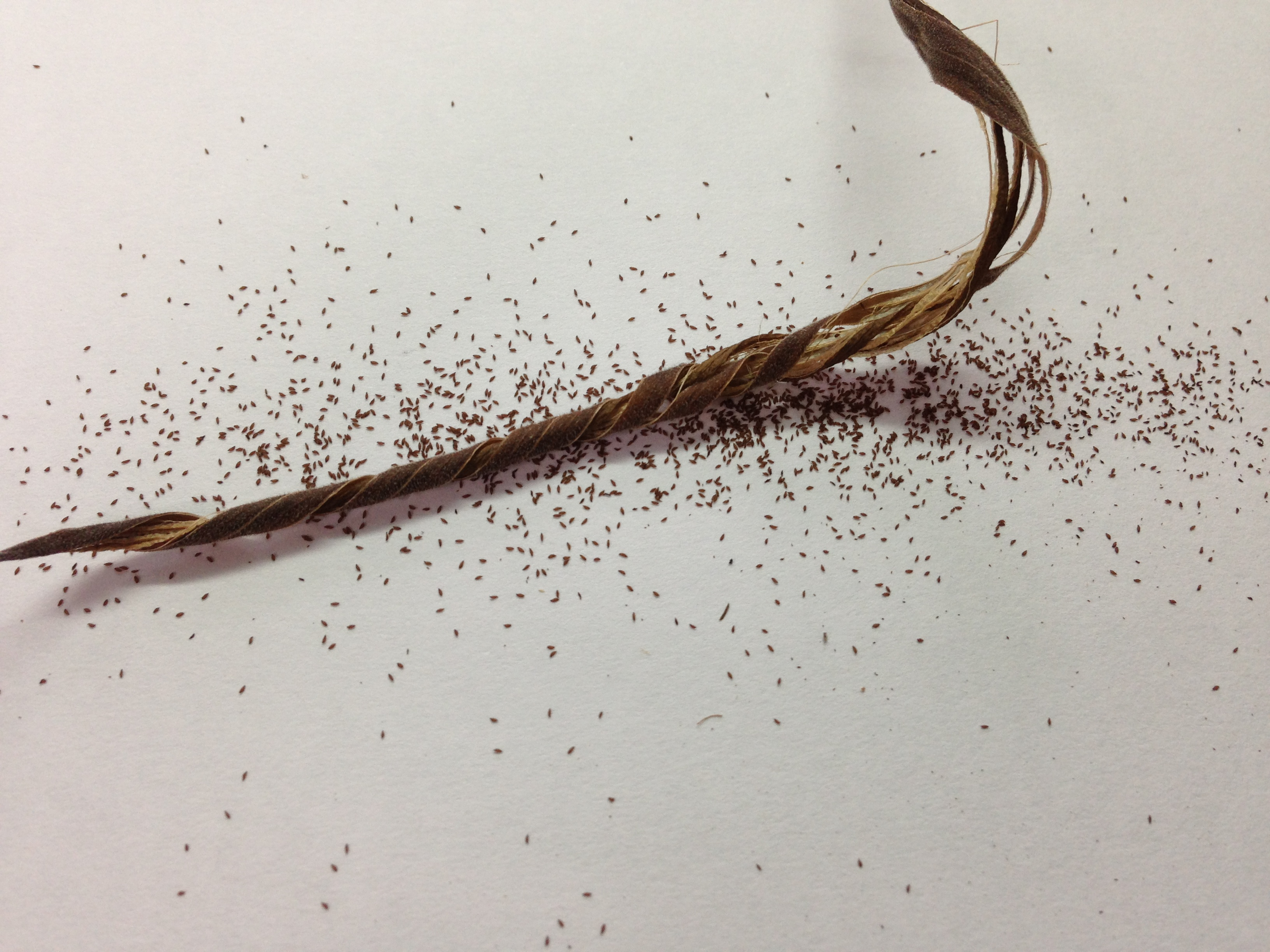
果莢成熟後，自螺旋處開裂並釋出種子

旋果苣苔的名字来源于她长长的，螺旋状的果莢。Streptocarpus源自希腊语στρεπτός（streptos）是旋转的意思，而καρπός（karpos）是果实的意思。

## 特殊生長型態

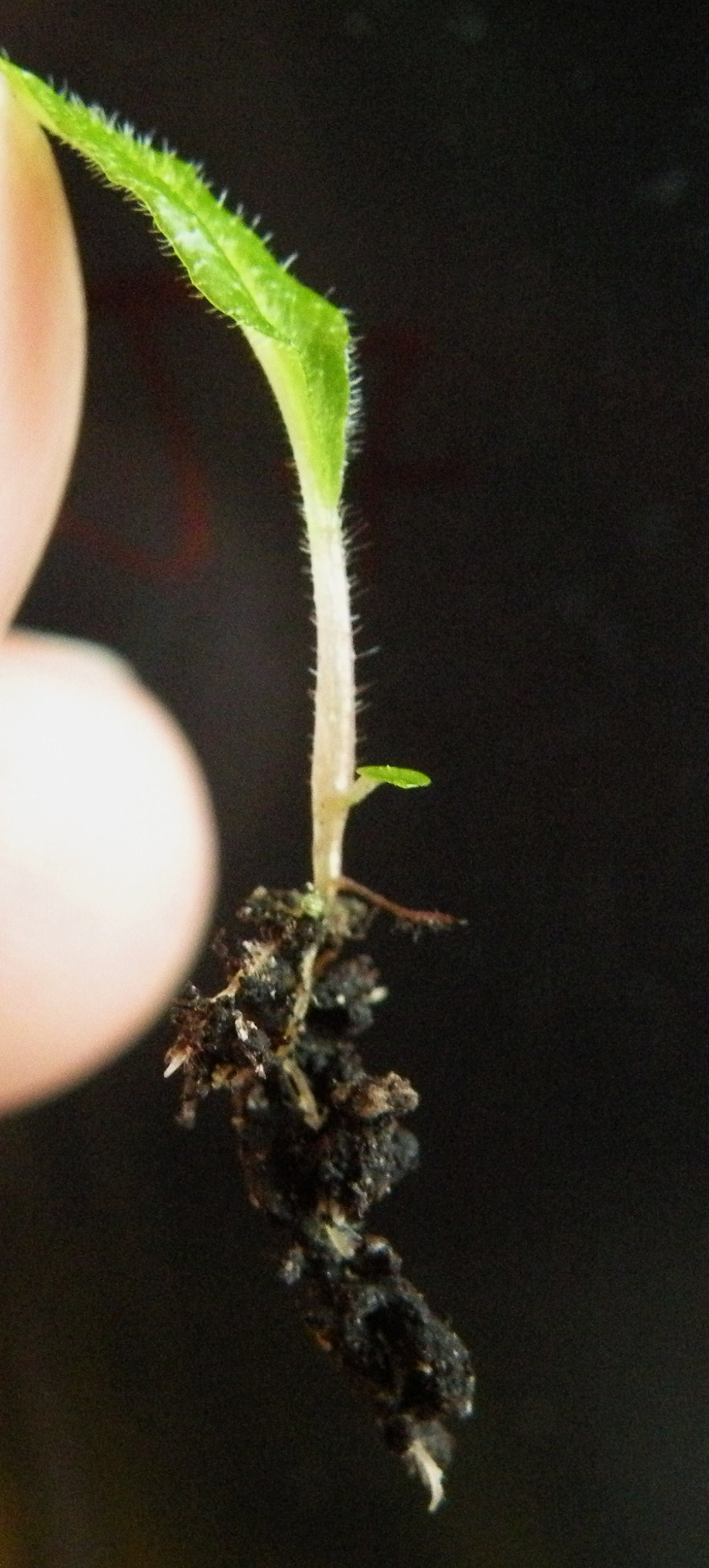
海角櫻草的幼苗，其左側為不斷生長的大子葉（Macrocotyledon），右側基部則可看到停止生長的小子葉（Microcotyledon）

除園藝使用上，海角櫻草屬的植物亦因其花的多樣性與特殊的生長型態而被廣泛研究，其特殊性包含二片子葉的不等大發育、無主莖的生長型、以及離層線的產生。

### 子葉不等大現象
雖然是雙子葉植物，但海角櫻草屬的植物在萌芽後，兩片子葉會不等速的生長，形成子葉不等大的現象（Anisocotyly）。其中一片會持續延伸膨大而外觀與真葉相似；另一片則會停止生長至最後老化脫落。此特徵普遍存在於舊世界的苦苣苔物種中。

## 生長型各異
依其葉片數量與莖部發育，海角櫻草屬植物可被略分為三種生長型 （Growth form）：

### 無主莖多葉型
無主莖多葉型（Acaulescent, rosulate），此生長型不具有明顯的莖，而新生葉片是自膨大後的子葉基部長出，形成多葉環狀外觀（Rosette）。

### 無主莖單葉型
無主莖單葉型 （Acaulescent, unifoliate），此生長型不具明顯的莖，亦不生長新的葉片，唯一的葉片就是膨大的大子葉。在某些物種中（例：S. grandis）此子葉甚至可以生長至80公分長。

### 有主莖型
有主莖型 （Caulescent），與其他植物相同，具有明顯的根、莖、葉構造。

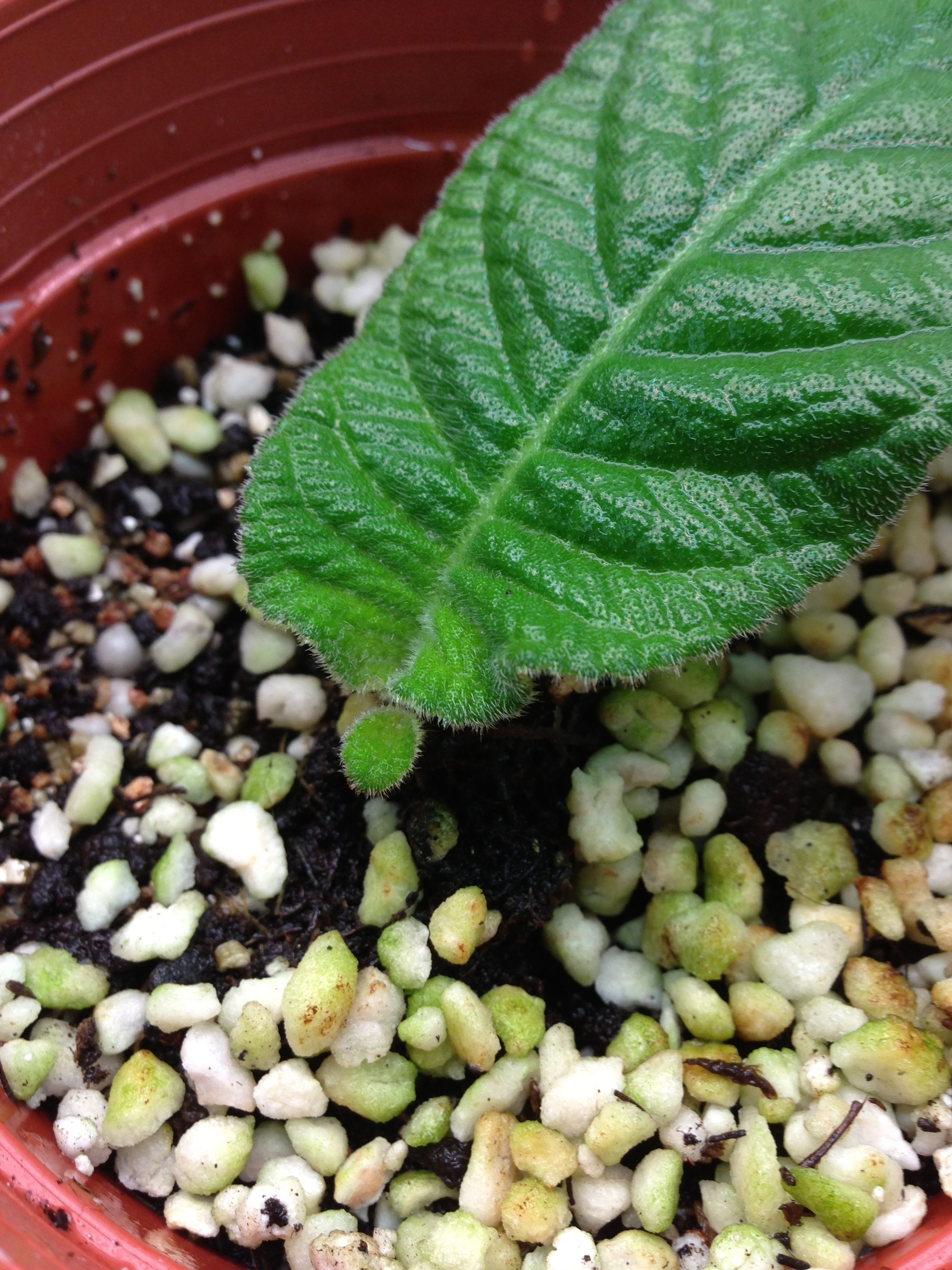
S. rexii新葉自大子葉基部長出
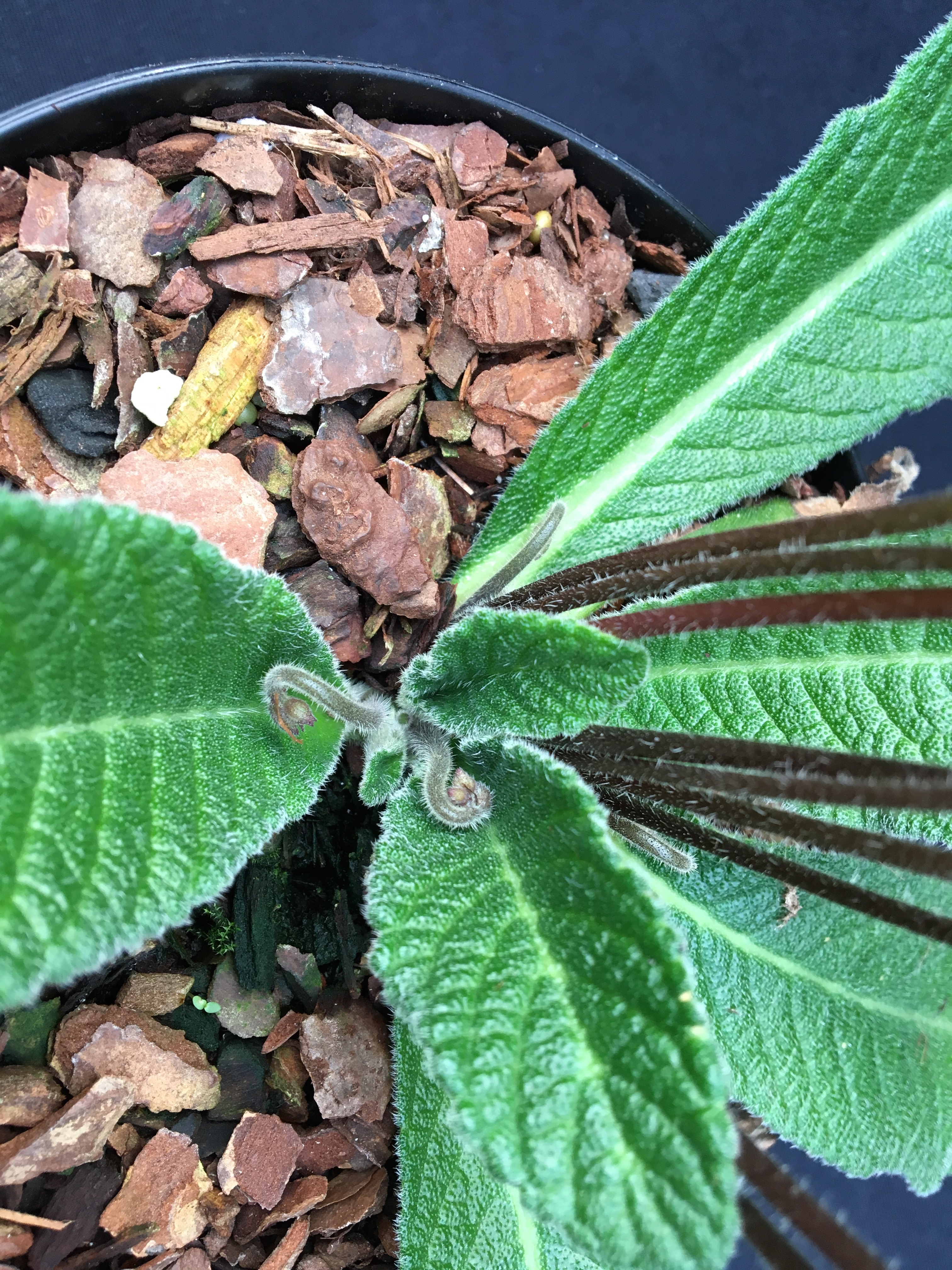
S. kentaniensis 無主莖多葉生長型近照
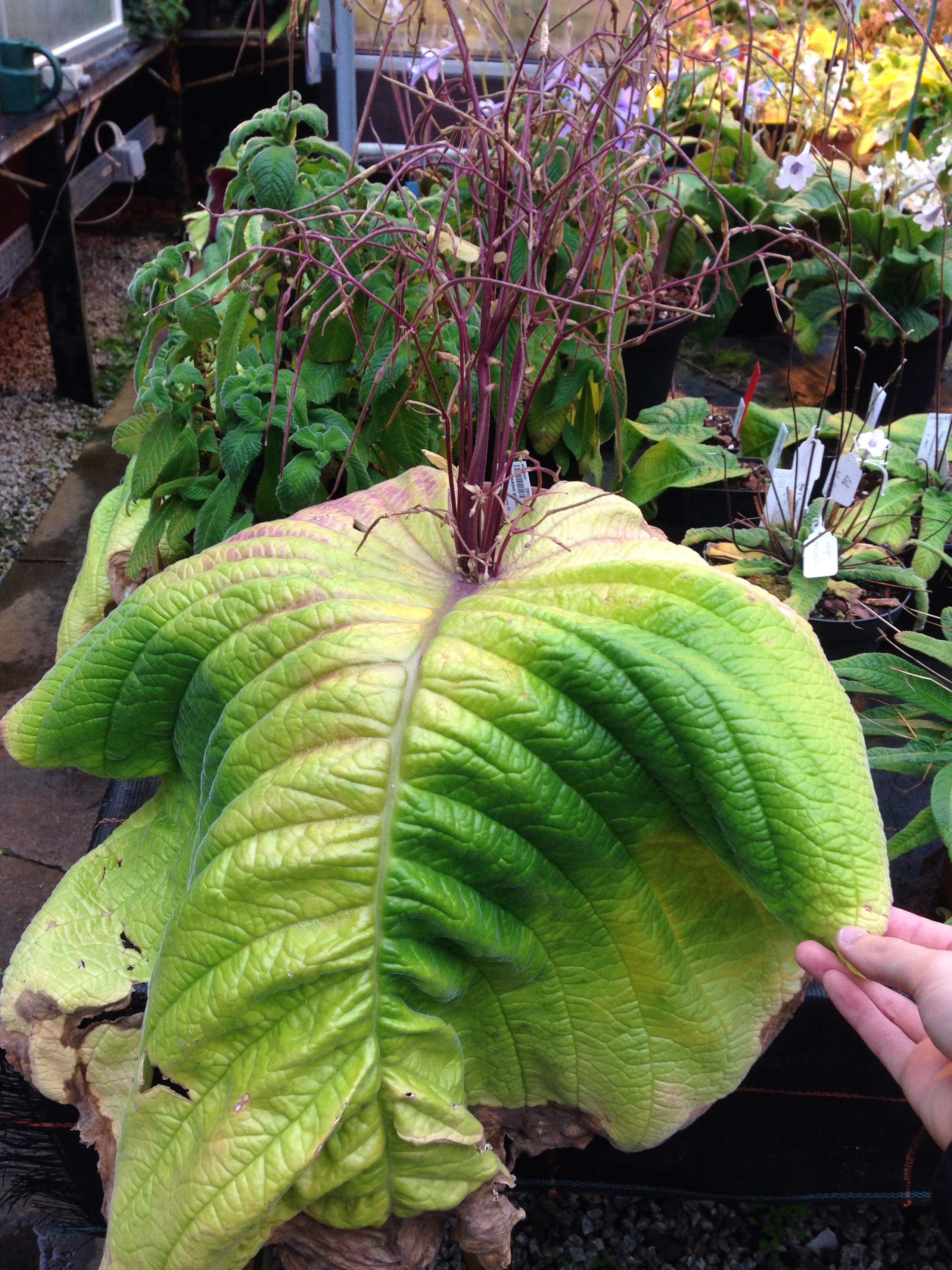
海角櫻草中的單葉品種S. grandis

### 離層線
在某些多年生的單葉品種（及部分的多葉品種）中可看到此類植物獨有的「離層線」（Abscission line）
現象。冬天時，這些海角櫻草會在葉片中間形成一條「離層線」，離層線以外的區域（abscission zone）會老化乾枯，但離層線以內的葉片會維持長綠。此與大多數植物中，葉片是直接自葉梗基部斷裂有所區別。

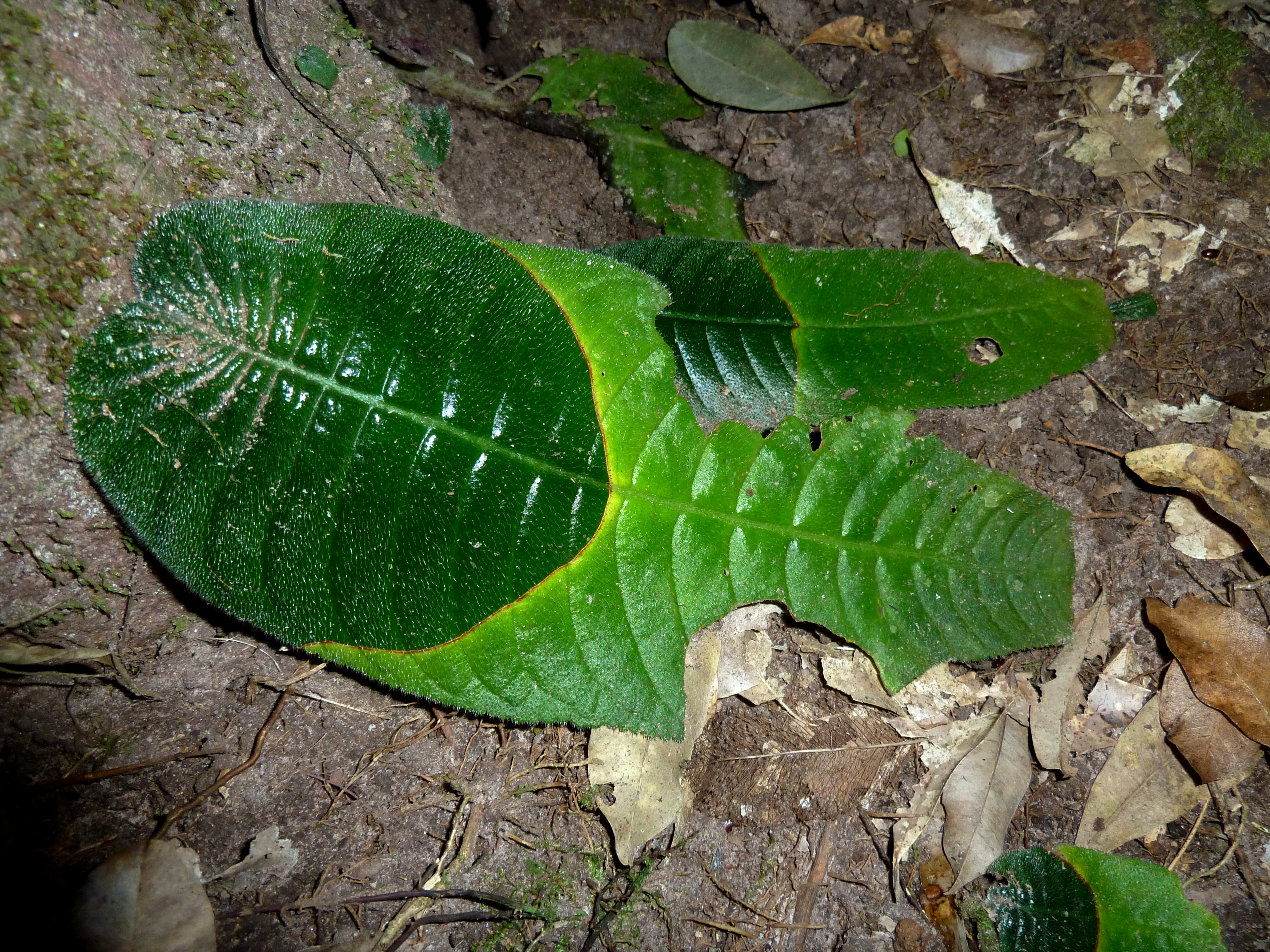
離層線：S. molweniensis中觀察到的離層線現象，自葉片中間生成，使遠離植物體側的葉片會自然老化斷裂

## 物種
此屬的模式物種為海角櫻草Streptocarpus rexii。下列部分的代表性物種：
- Streptocarpus andohahelensis Humbert （馬達加斯加）
- Streptocarpus bampsii Eb.Fisch. & I.Darbysh.[13]
- Streptocarpus candidus Hilliard - （南非 納塔爾省）
- Streptocarpus caulescens Vatke （肯亚、坦尚尼亚）
- Streptocarpus confusus Hilliard （南非）
- Streptocarpus cooperi C.B.Clarke （南非）
- Streptocarpus cyaneus S. Moore （南非 川斯瓦省）
- Streptocarpus denticulatus （南非）
- Streptocarpus dunnii Hook. f. （南非）
- Streptocarpus elongatus Engl. （喀麥隆、聖多美群島、蘇丹）
- Streptocarpus eylsii S.Moore （辛巴威、马拉威、莫三比克、尚比亚）
- Streptocarpus fanniniae Harv. Ex C. B. Cl. （南非）
- Streptocarpus fenestra-dei Weigend & T.J.Edwards （南非 川斯瓦省）
- Streptocarpus formosus （Hilliard & B.L.Burtt） T.J.Edwards （南非）
- Streptocarpus gardenii Hook. （南非 納塔爾省）
- Streptocarpus glandulosissimus Engl. （蒲隆地、刚果、肯亚、卢安达、坦尚尼亚、乌干达）
- Streptocarpus insularis Hutch. & Dalziel （西非 比奧科島）
- Streptocarpus kentaniensis L.L.Britten & Story （剛果）
- Streptocarpus liliputana D.U.Bellstedt & T.J.Edwards （南非）
- Streptocarpus malachiticola Eb.Fisch. & I.Darbysh.[13]
- Streptocarpus malaissei Eb.Fisch. & I.Darbysh.[13]
- Streptocarpus meyeri B.L. Burtt （南非）
- Streptocarpus milanjianus Hilliard & B.L.Burtt （马拉威）
- Streptocarpus modestus L.L.Britten （南非）
- Streptocarpus pentherianus （南非）
- Streptocarpus polyanthus Hook. （南非）
- Streptocarpus pusillus Harv. ex C.B.Clarke （南非）
- Streptocarpus revivescens Humbert ex B.L.Burtt （馬達加斯加）
- Streptocarpus rexii （Bowie ex Hook.） Lindl. （南非）
- Streptocarpus rhodesianus S.Moore （安哥拉、刚果、尚比亚）
- Streptocarpus salesianorum Eb.Fisch. & I.Darbysh.[13]
- Streptocarpus saxorum Engl. （肯亚、坦尚尼亚）
- Streptocarpus schaijesii Eb.Fisch. & I.Darbysh.[13]
- Streptocarpus trabeculatus Hilliard （南非）
- Streptocarpus vandeleurii Baker f. & S.Moore （南非）
- Streptocarpus variabilis Humbert （馬達加斯加、葛摩群島、昂儒昂島）
- Streptocarpus wilmsii Engl. （南非）
- Streptocarpus zimmermannii Engl. （坦尚尼亚）

## 圖片

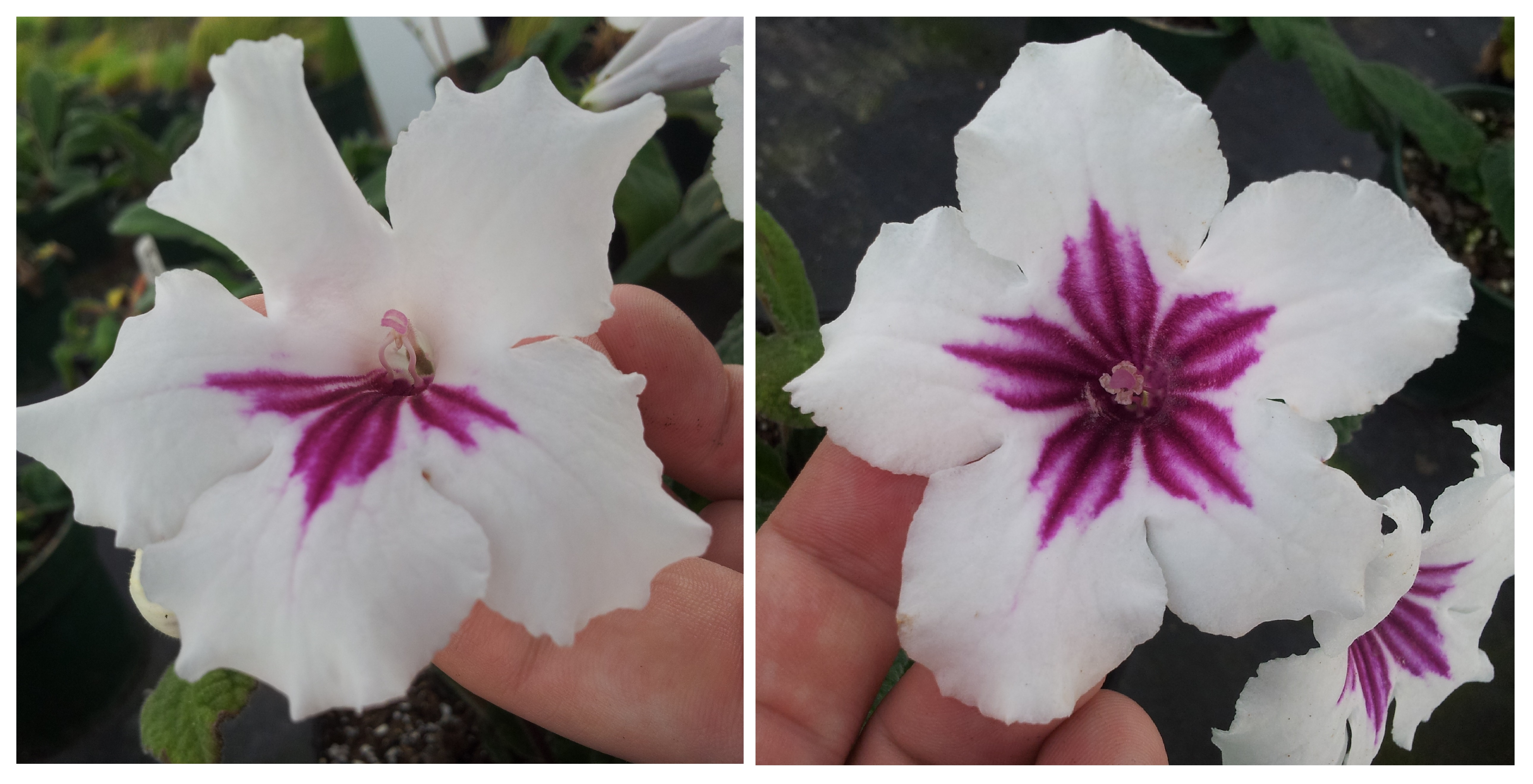
同一顆植株上，（左）兩側對稱與（右）輻射對稱的花
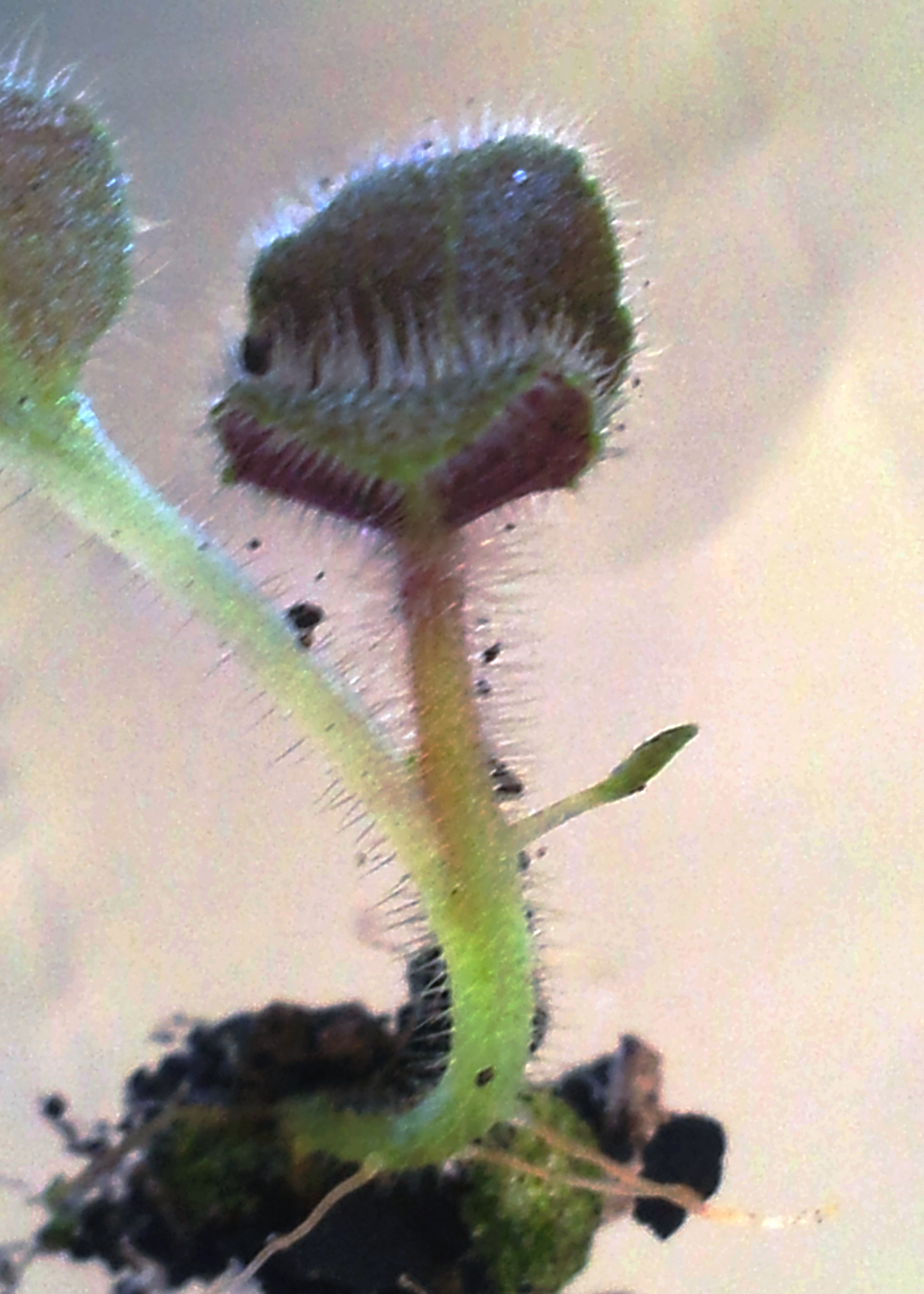
Streptocarpella亞屬物種的子葉不等大發育
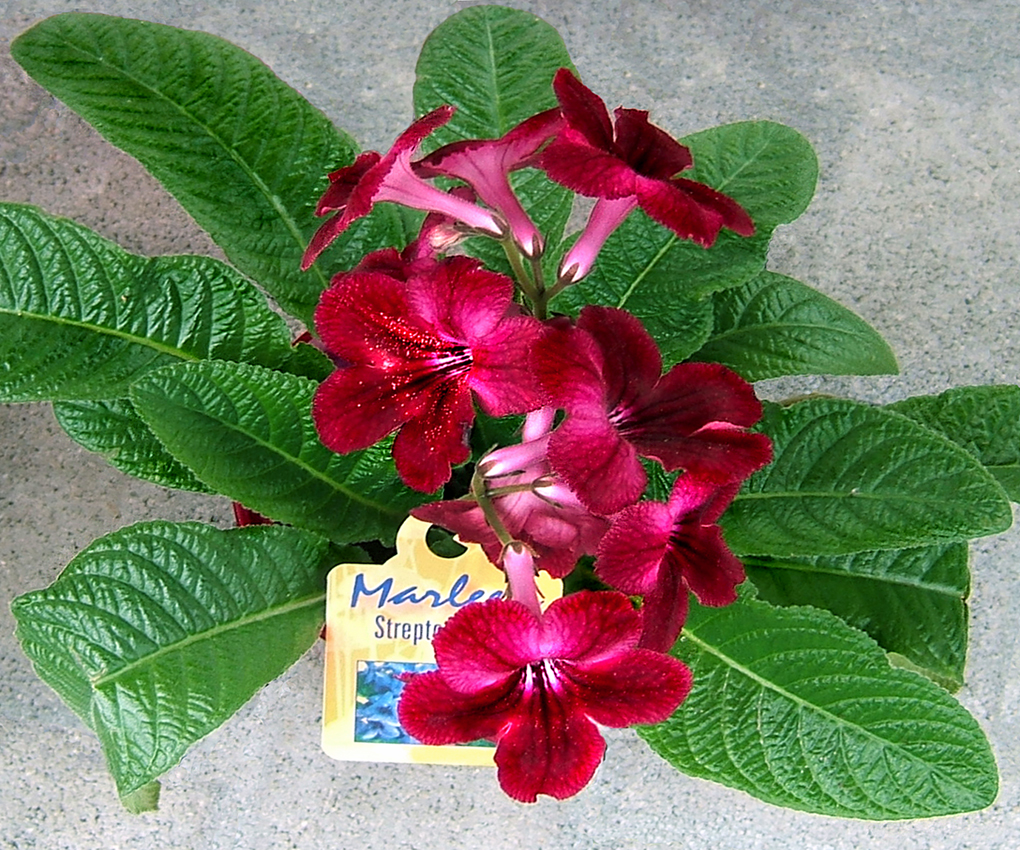
S. 'Marlene'
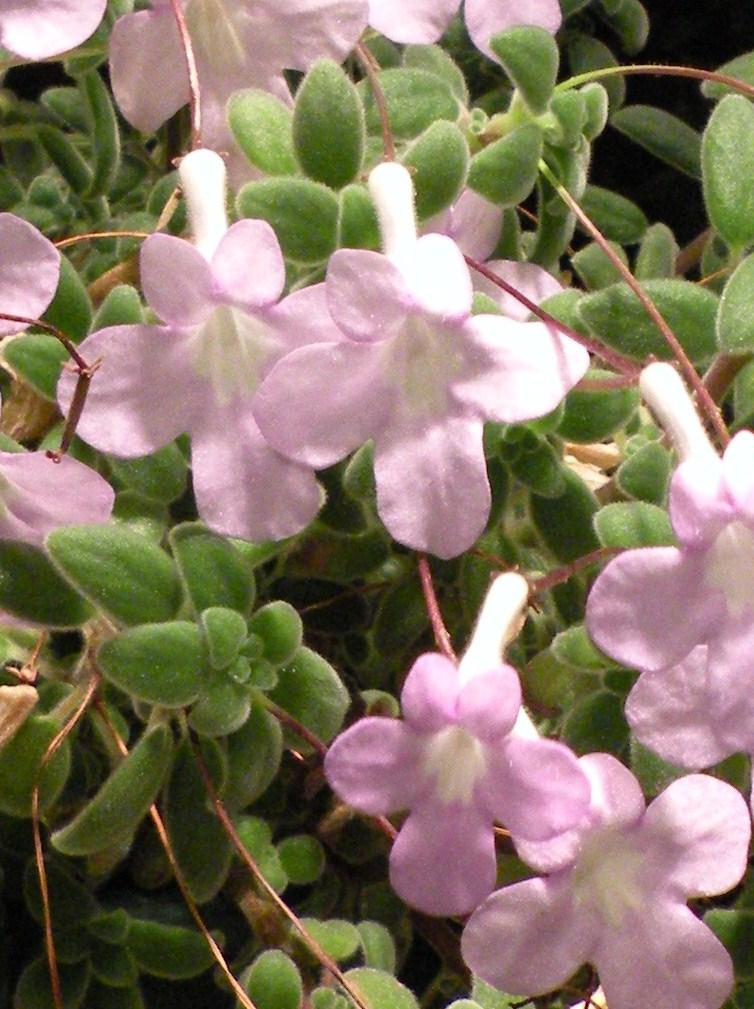
粉紅色系的花
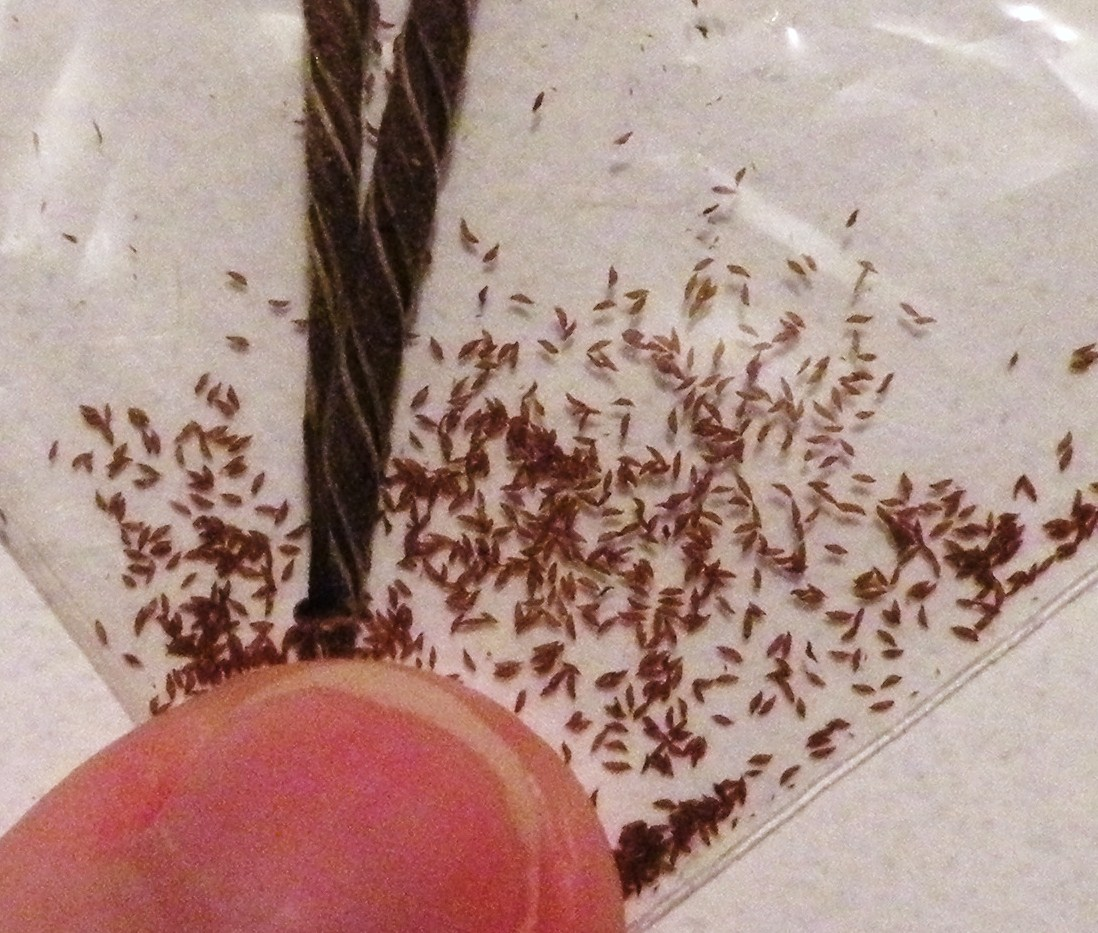
種子近照
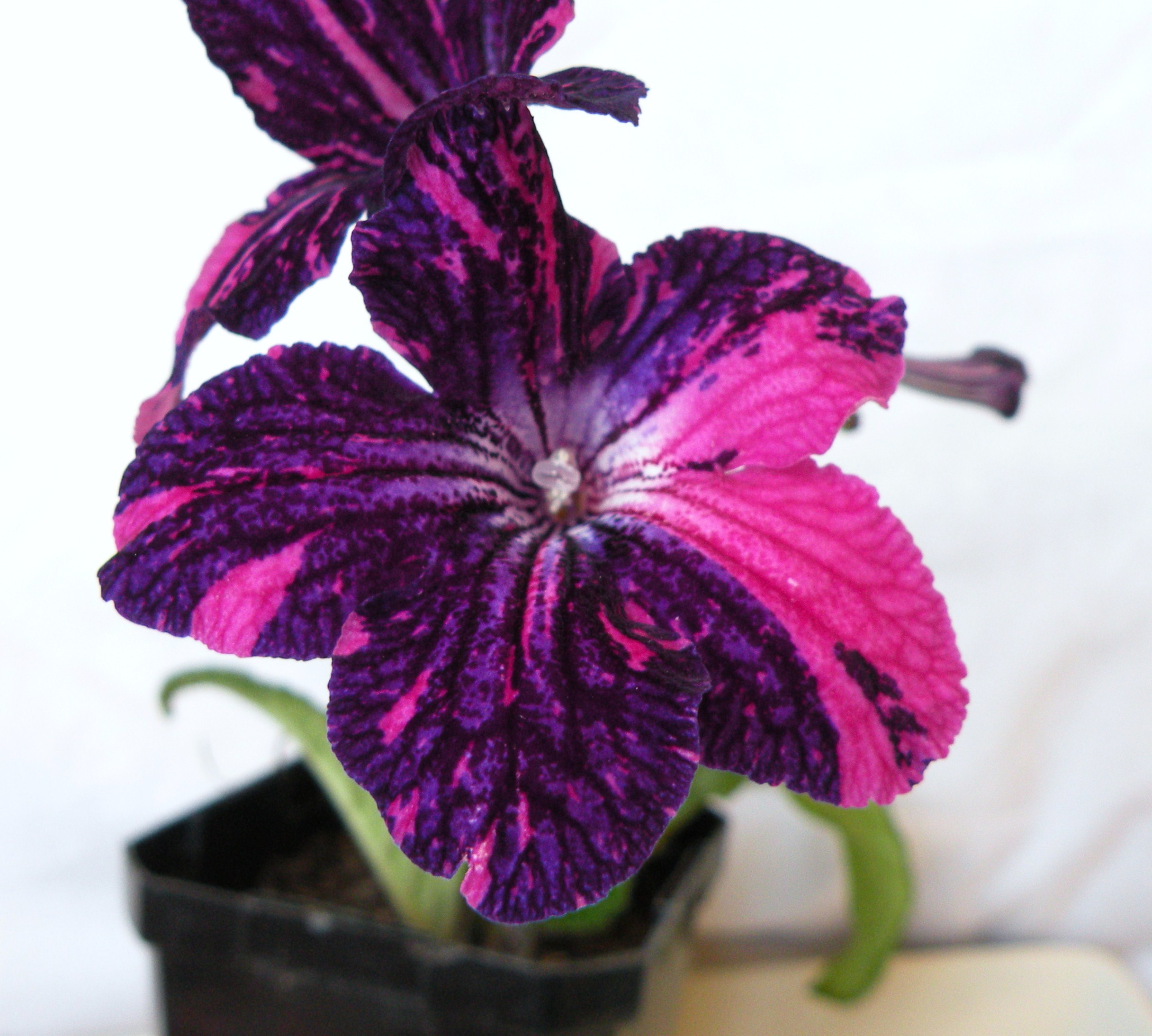
園藝種'fantasy'花色, Streptocarpus 'DS-Little Plushy Arctic Fox'
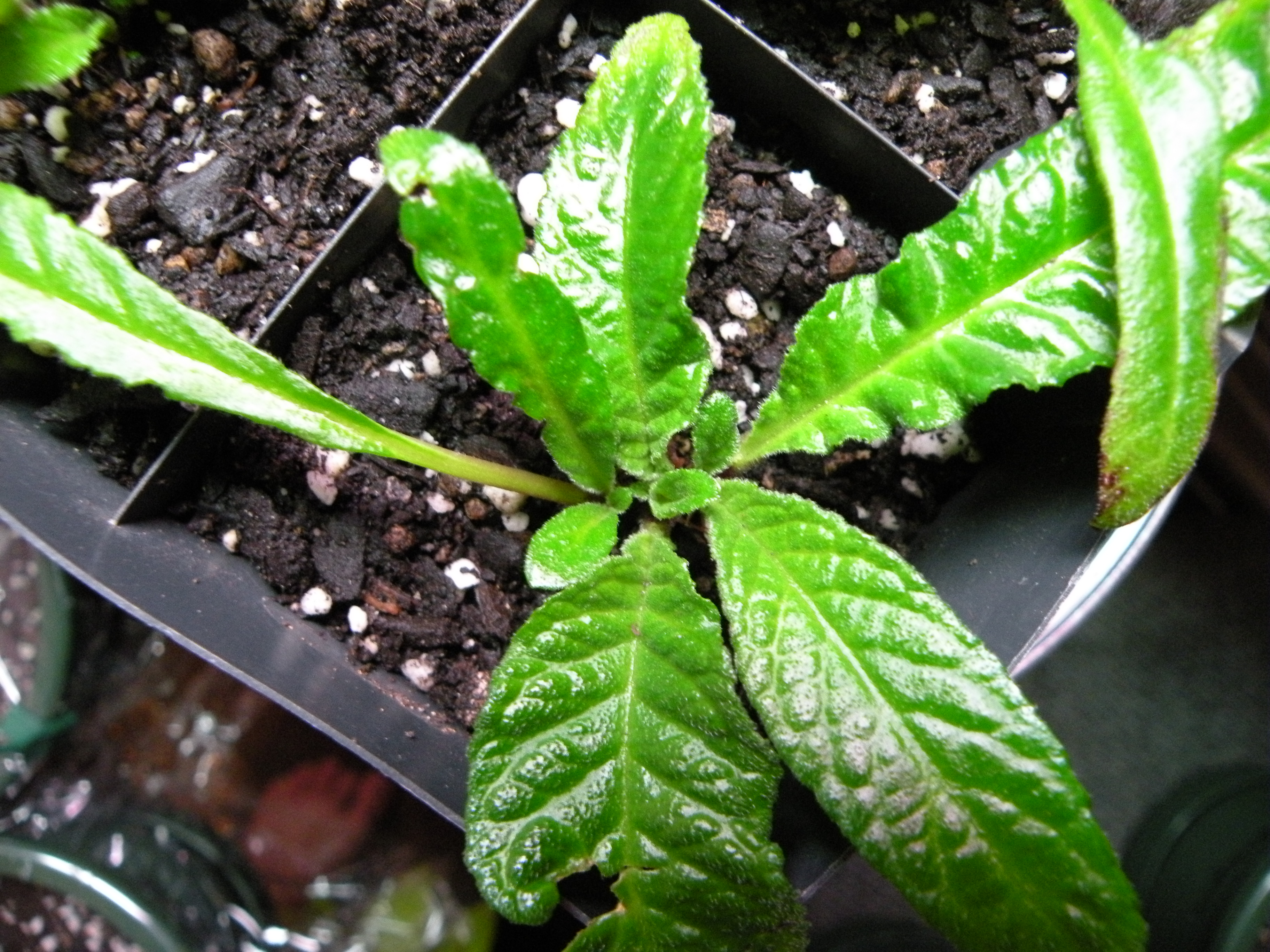
S. liliputana幼苗
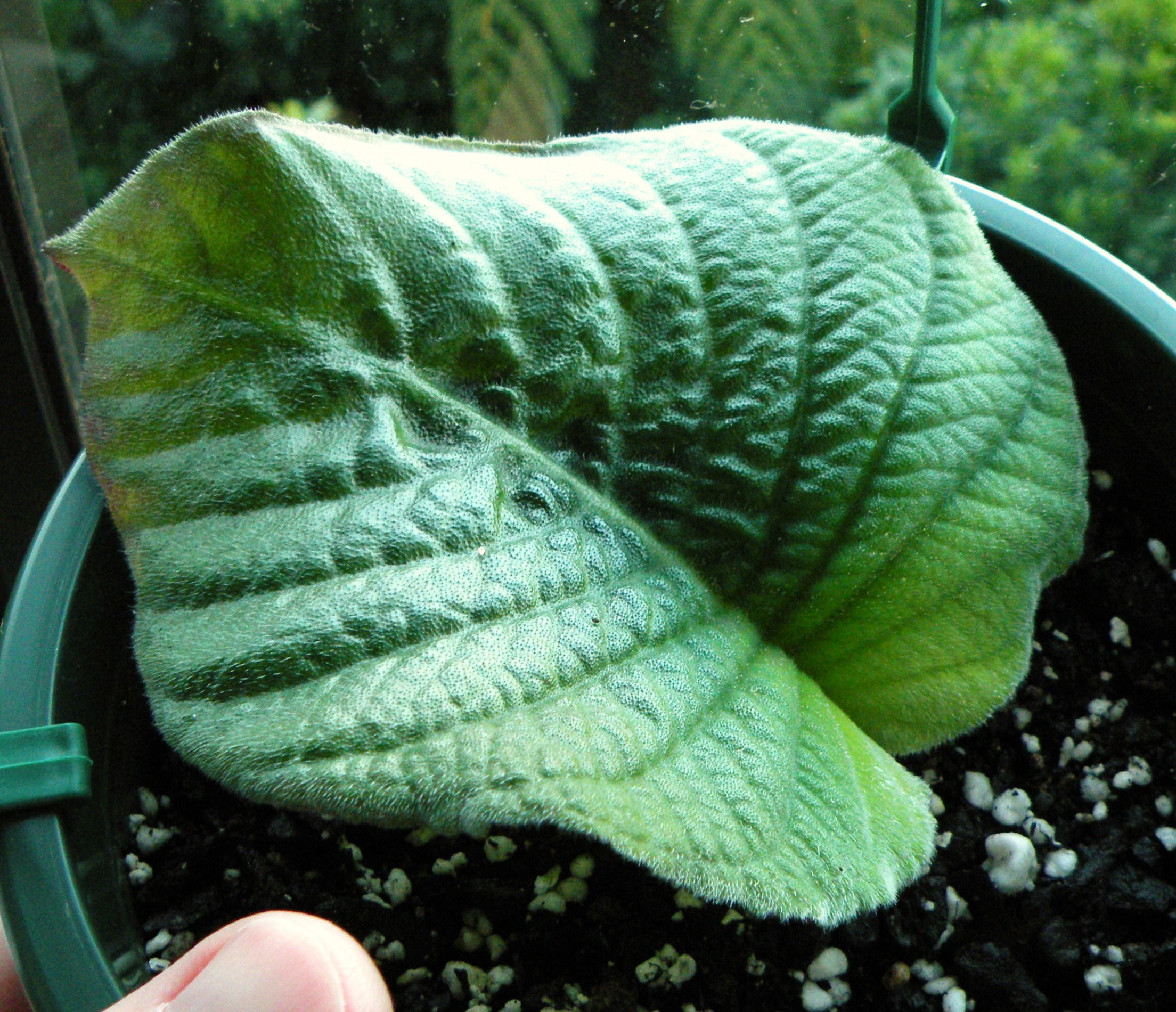
S. confusus ssp. confusus
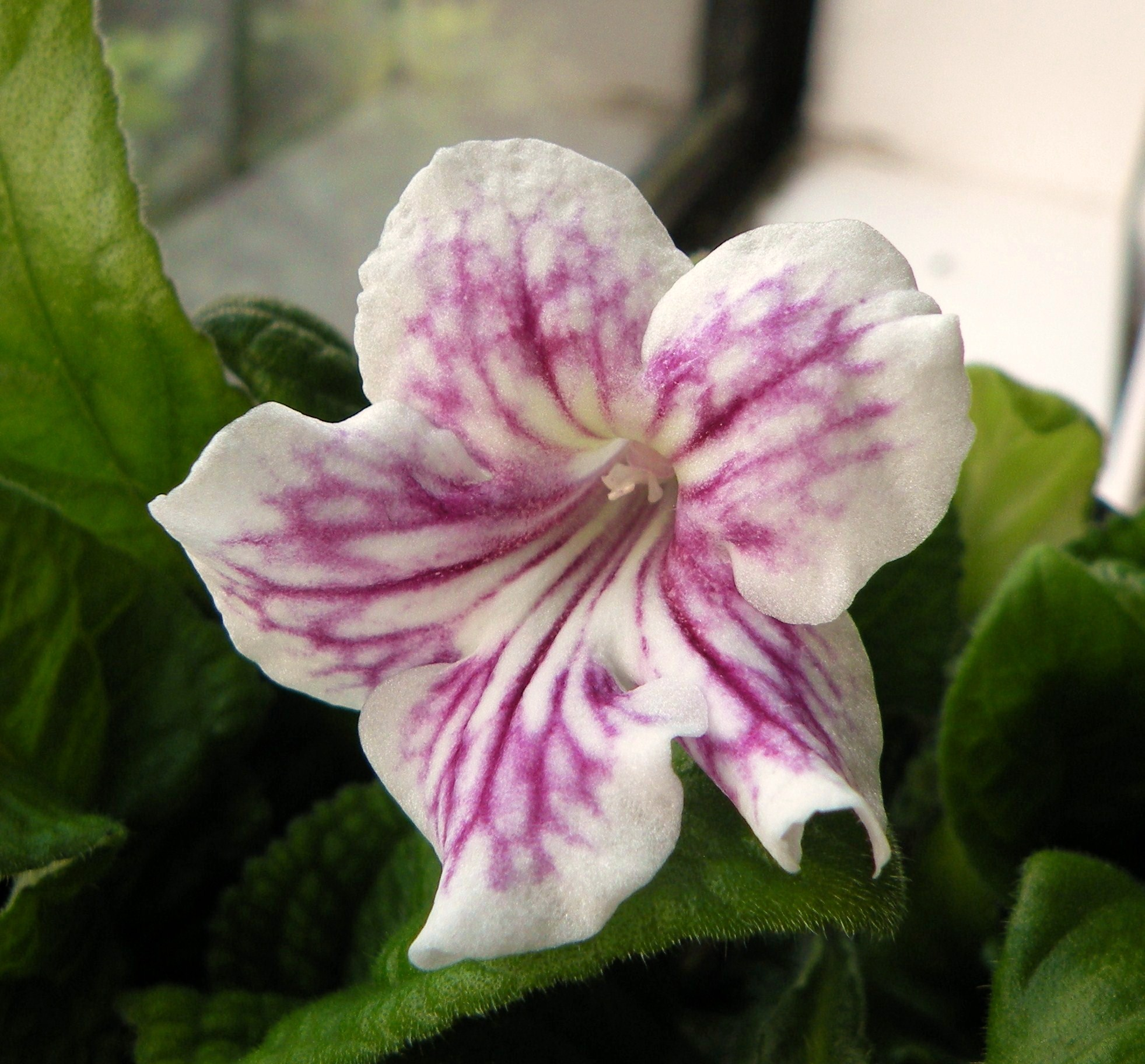
園藝種Streptocarpus 'Anderson's Purple Delta'
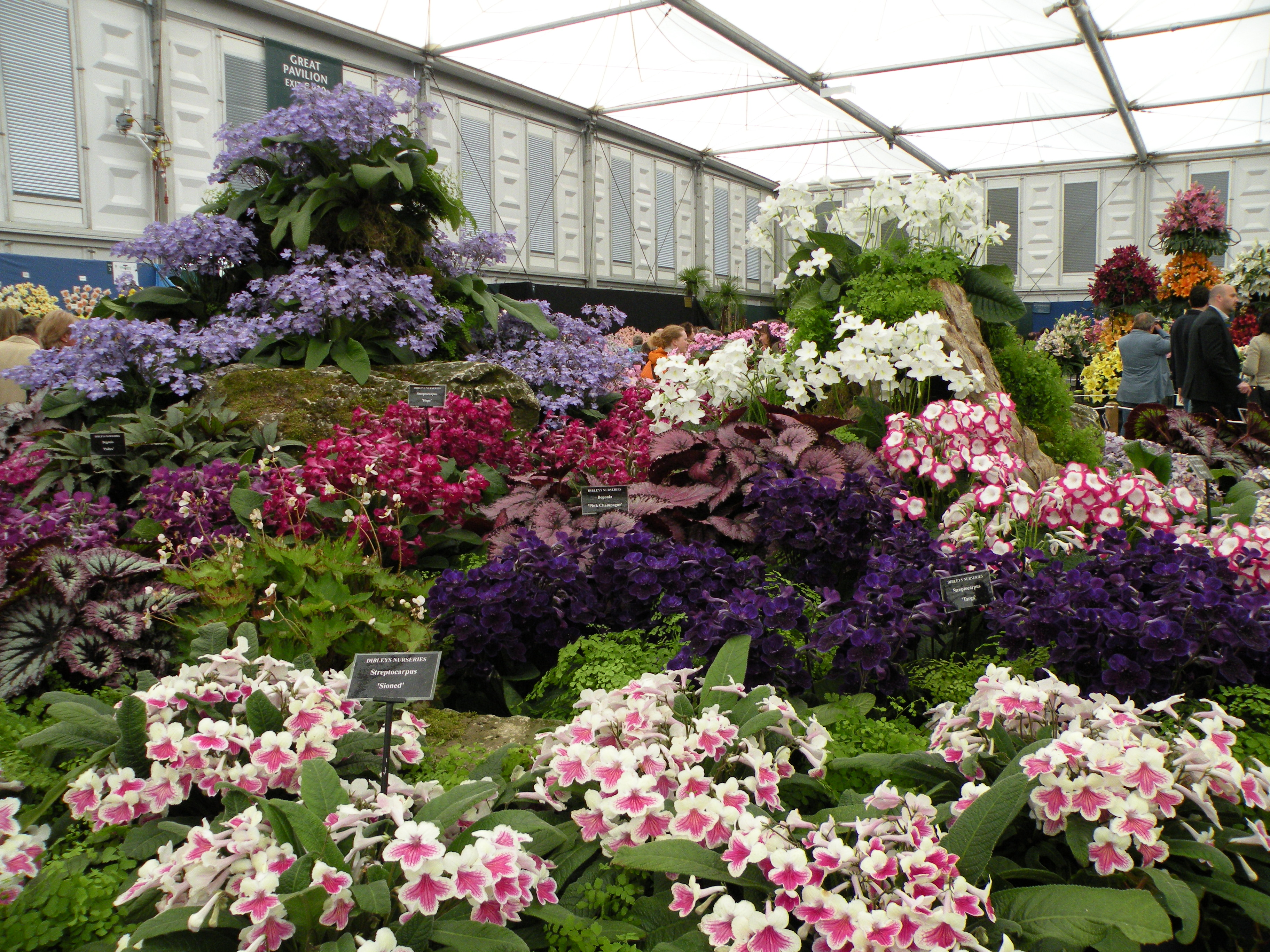
2011年5月 Chelsea Flower Show, Dibleys Streptocarpus展示
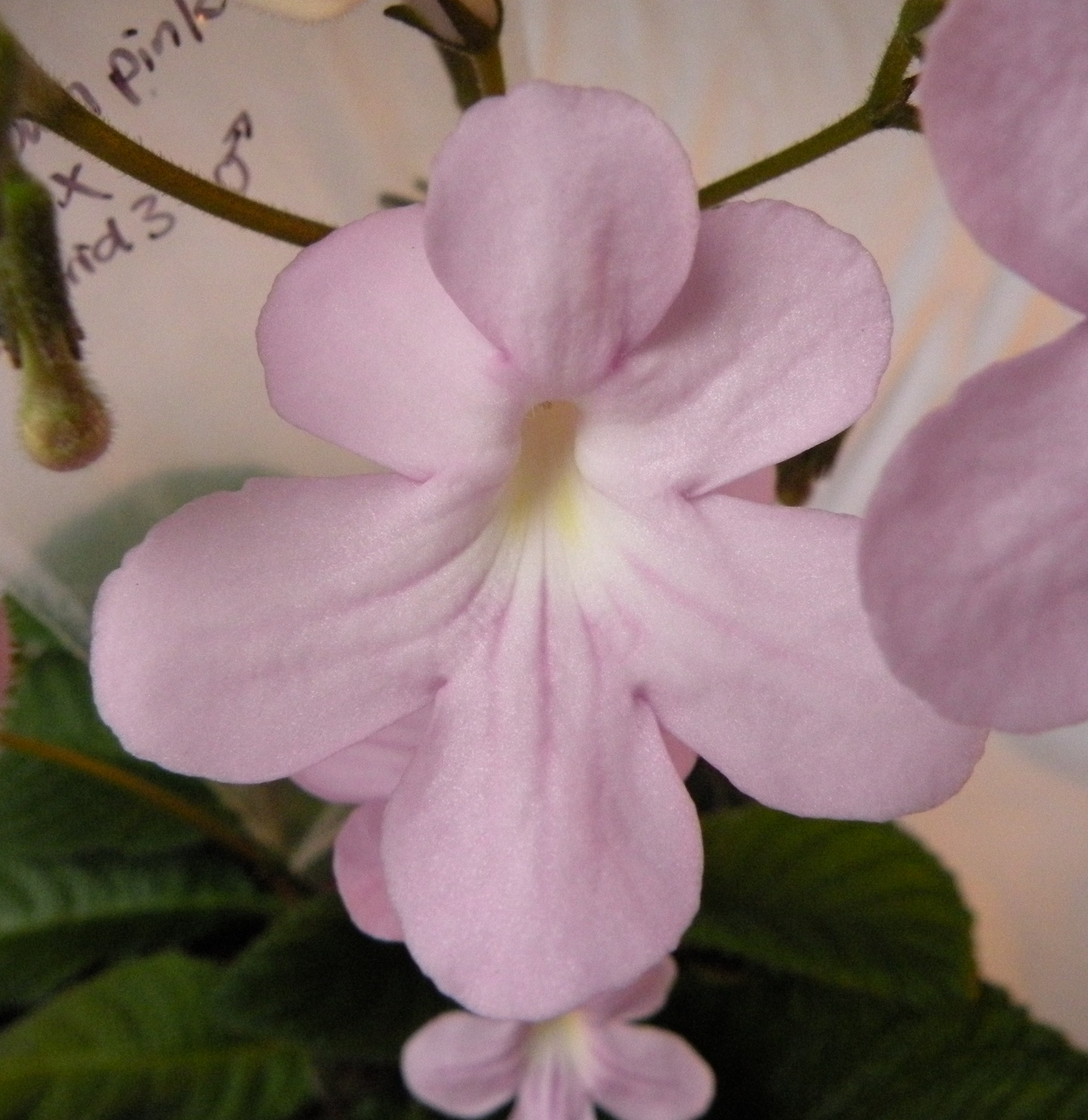
園藝種Streptocarpus 'Gloria'六瓣突變花
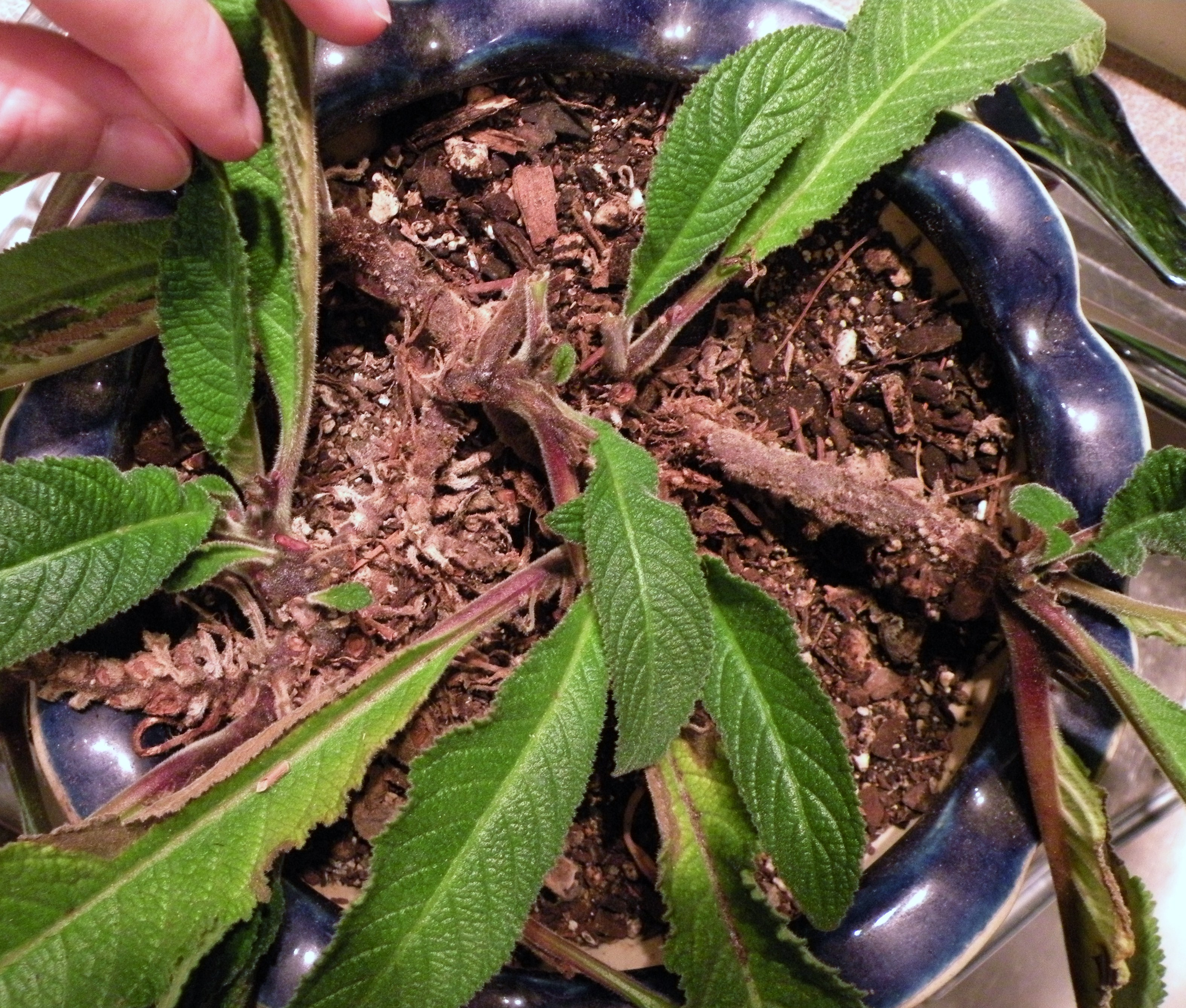
生長約十年的園藝種 Streptocarpus 'Kim'的匍匐莖
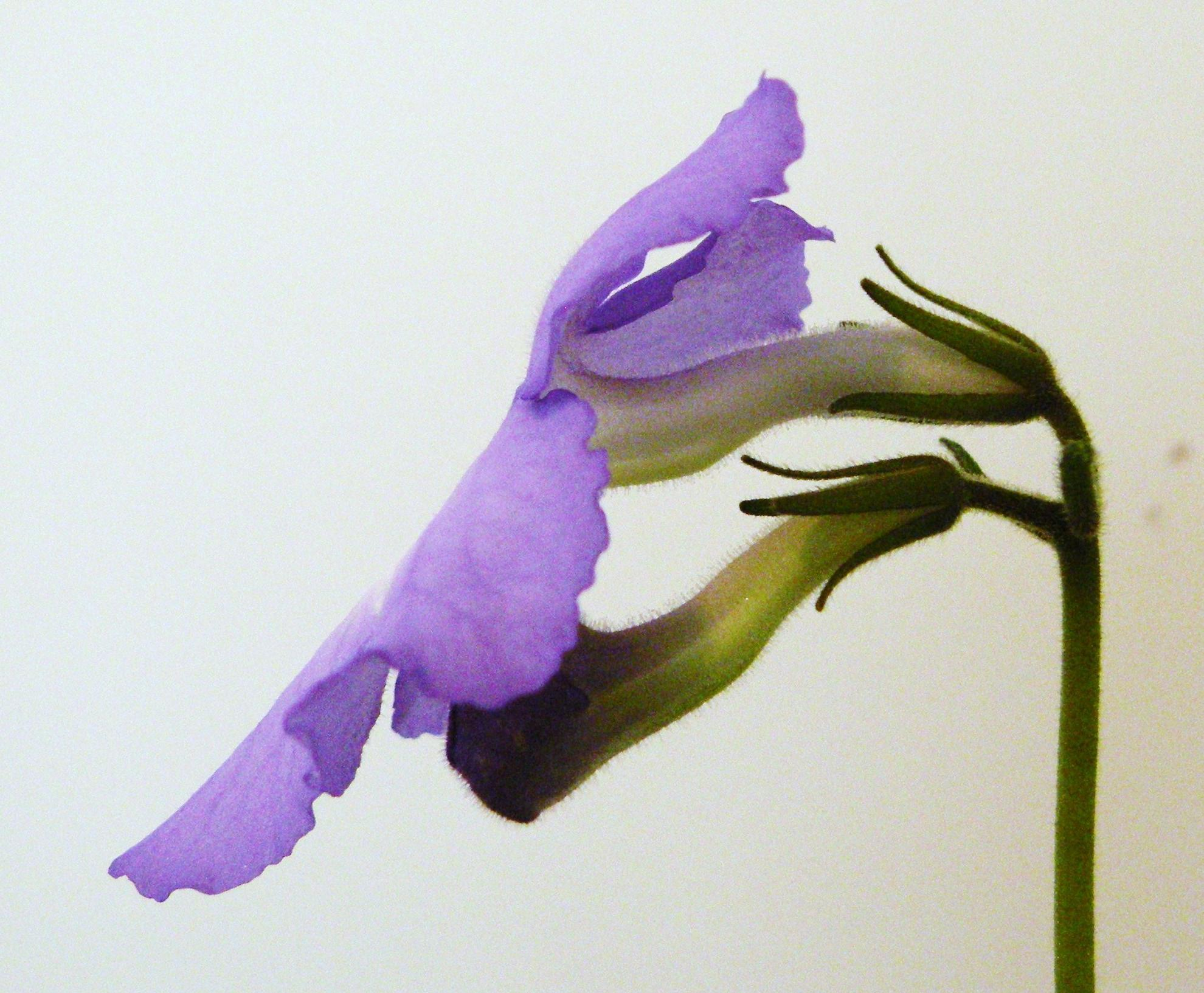
花朵側照
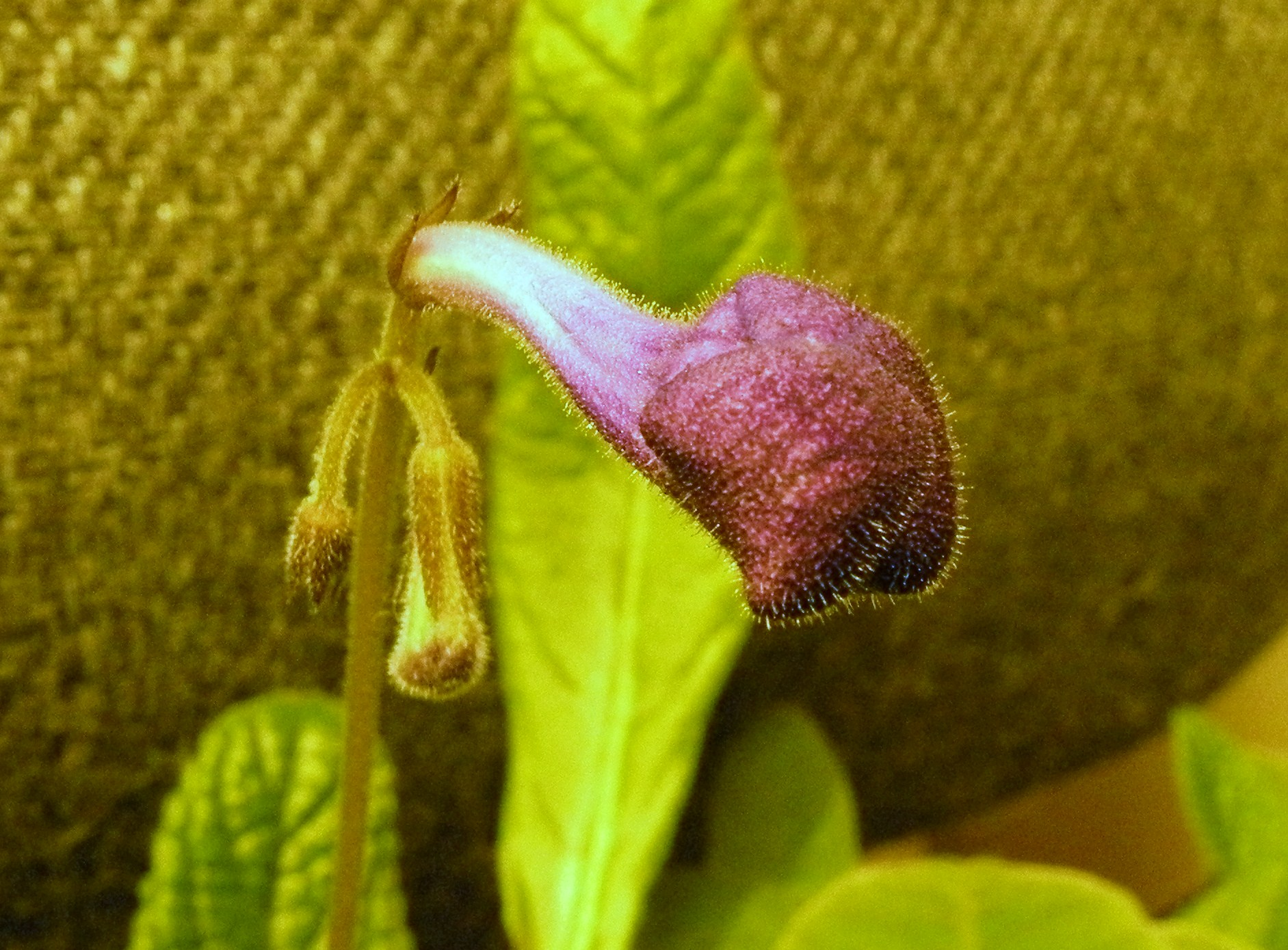
園藝種Streptocarpus 'Anderson's Nightway'花苞
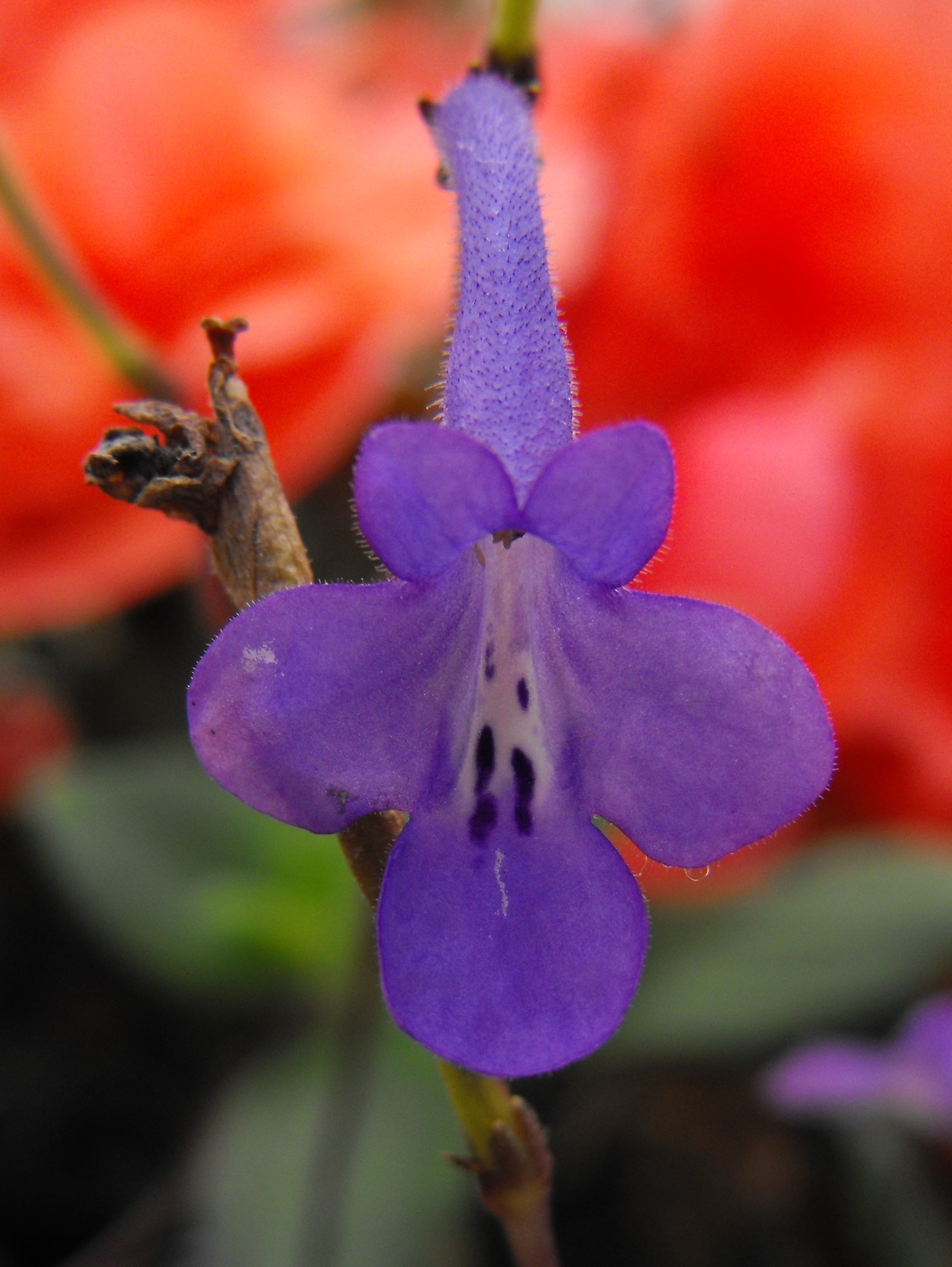
園藝種Streptocarpella 'Concord Blue'
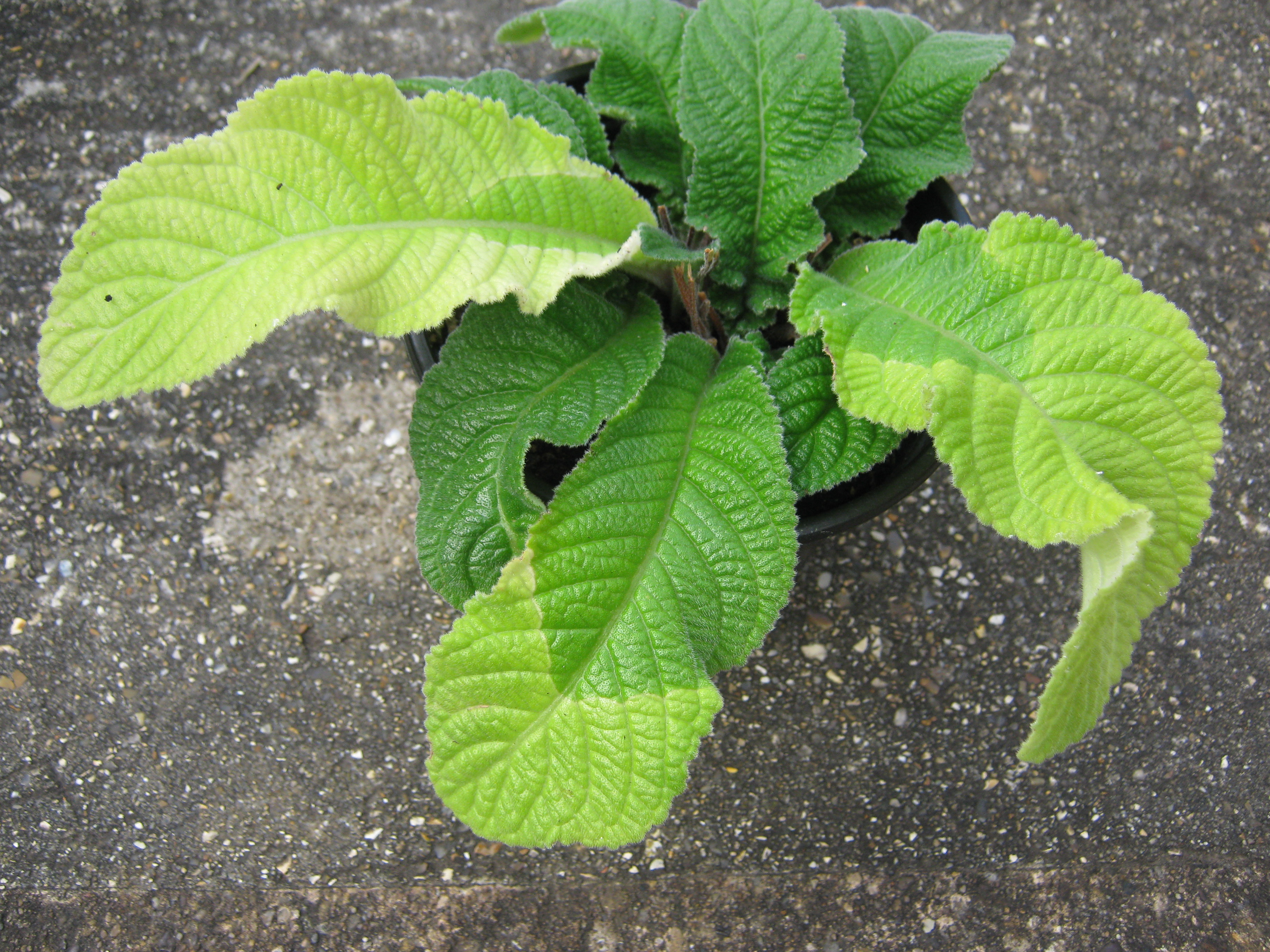
多葉生長型植物上的離層線
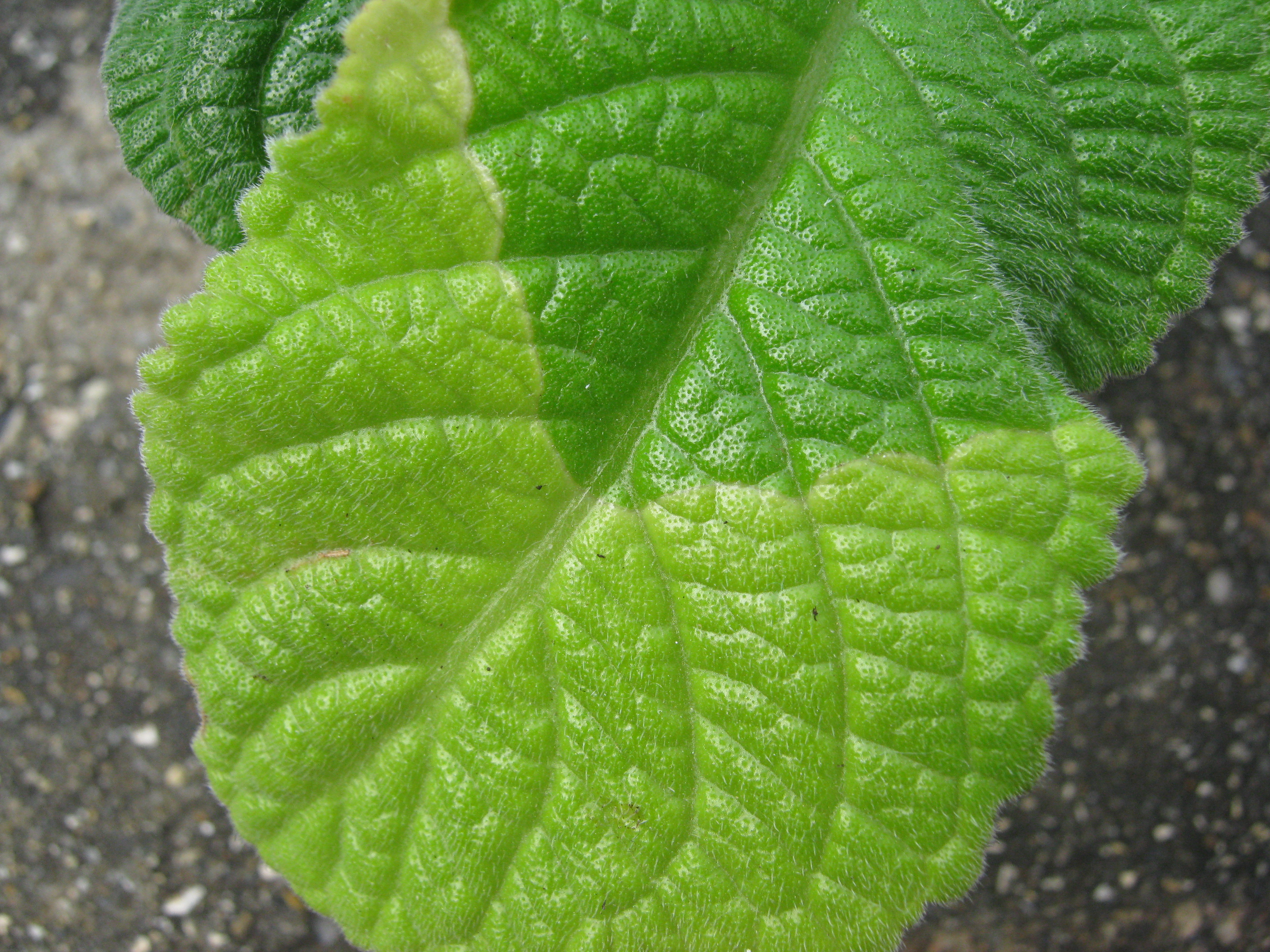
離層線近照
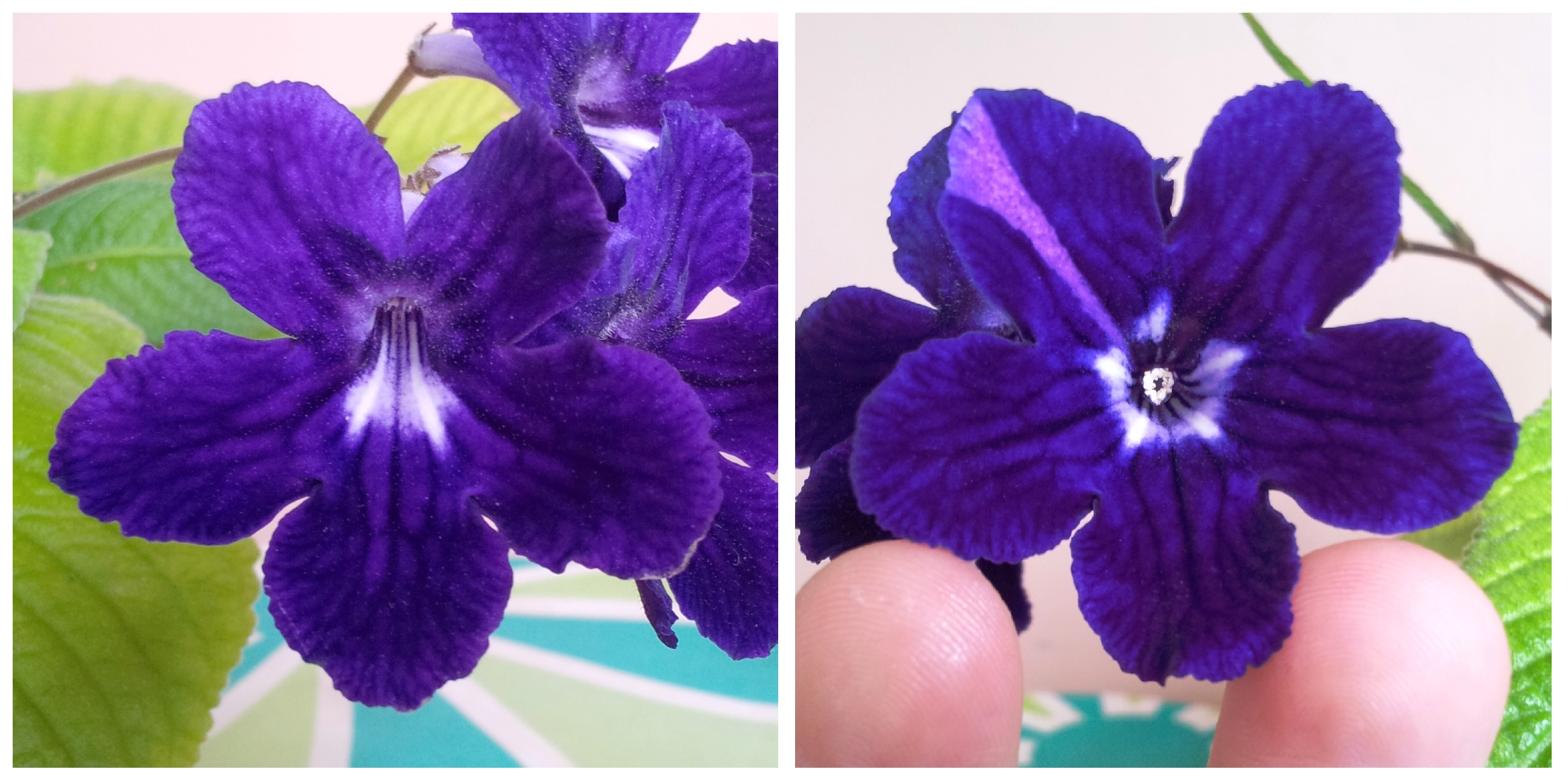
（左）兩側對稱與（右）輻射對稱的花。園藝種Streptocarpus hybrid 'Anderson's Crows' Wings'
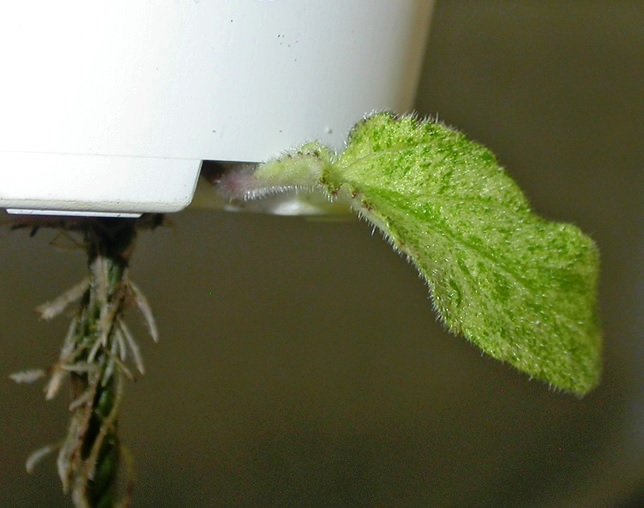
園藝種Streptocarpus 'Dales Polar Lava'幼苗
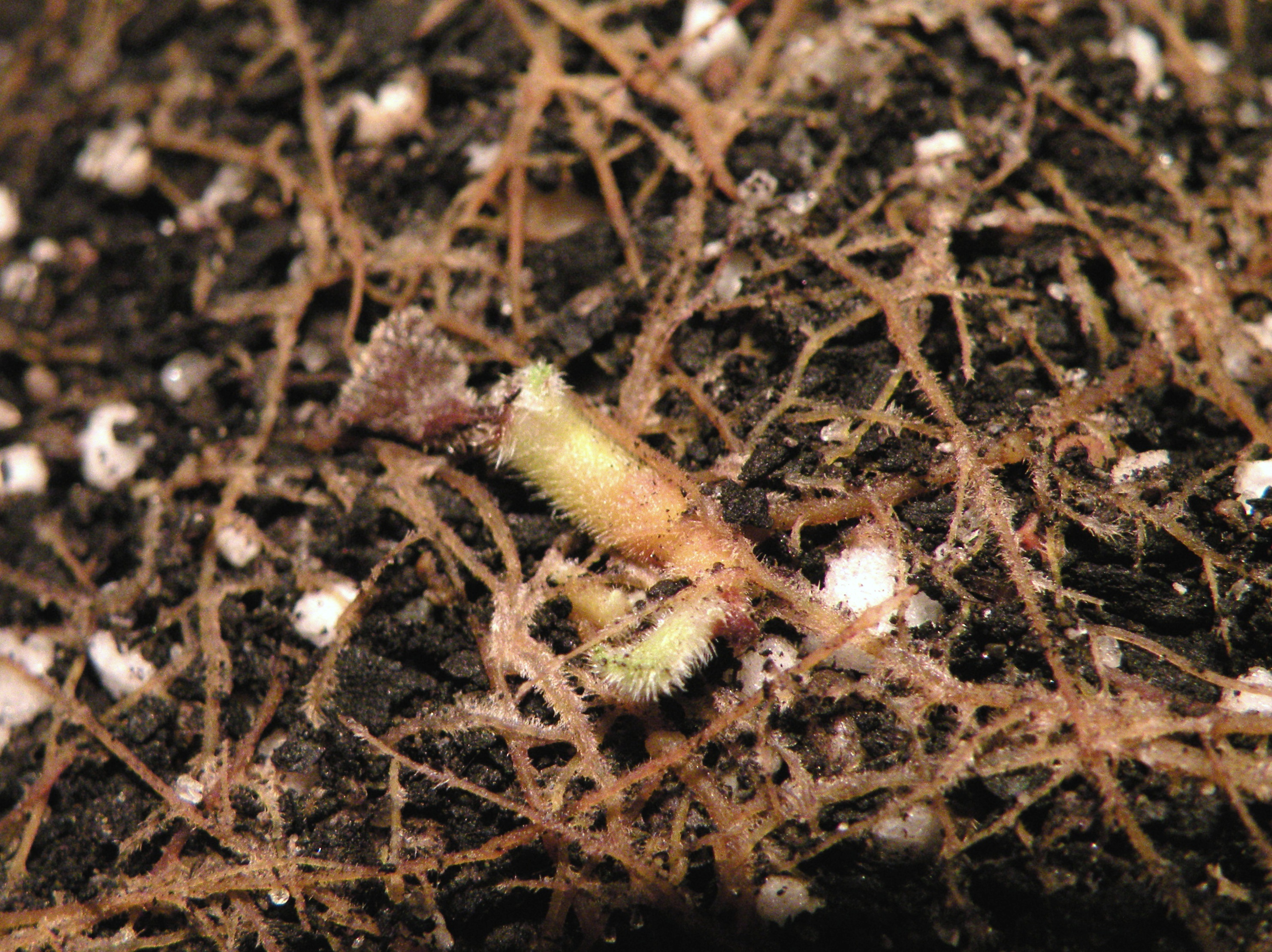
園藝種Streptocarpus 'Gloria'幼苗